# Pisaurina mira
Pisaurina mira là một loài nhện trong họ Pisauridae.
Loài này thuộc chi Pisaurina. Pisaurina mira được Charles Athanase Walckenaer miêu tả năm 1837.

## Hình ảnh

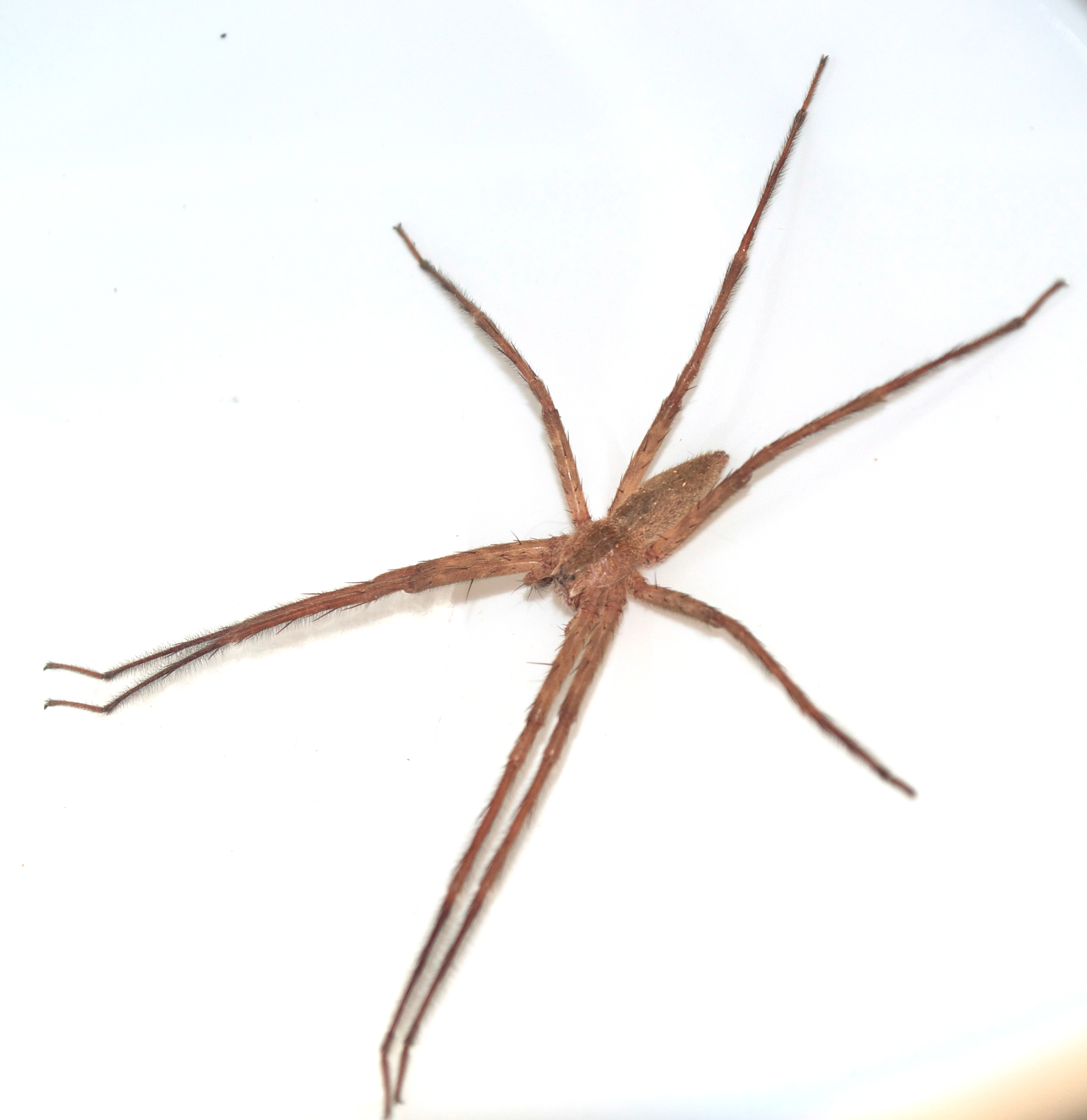
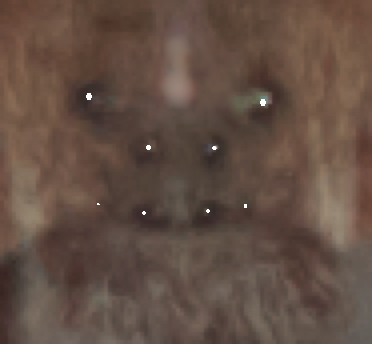
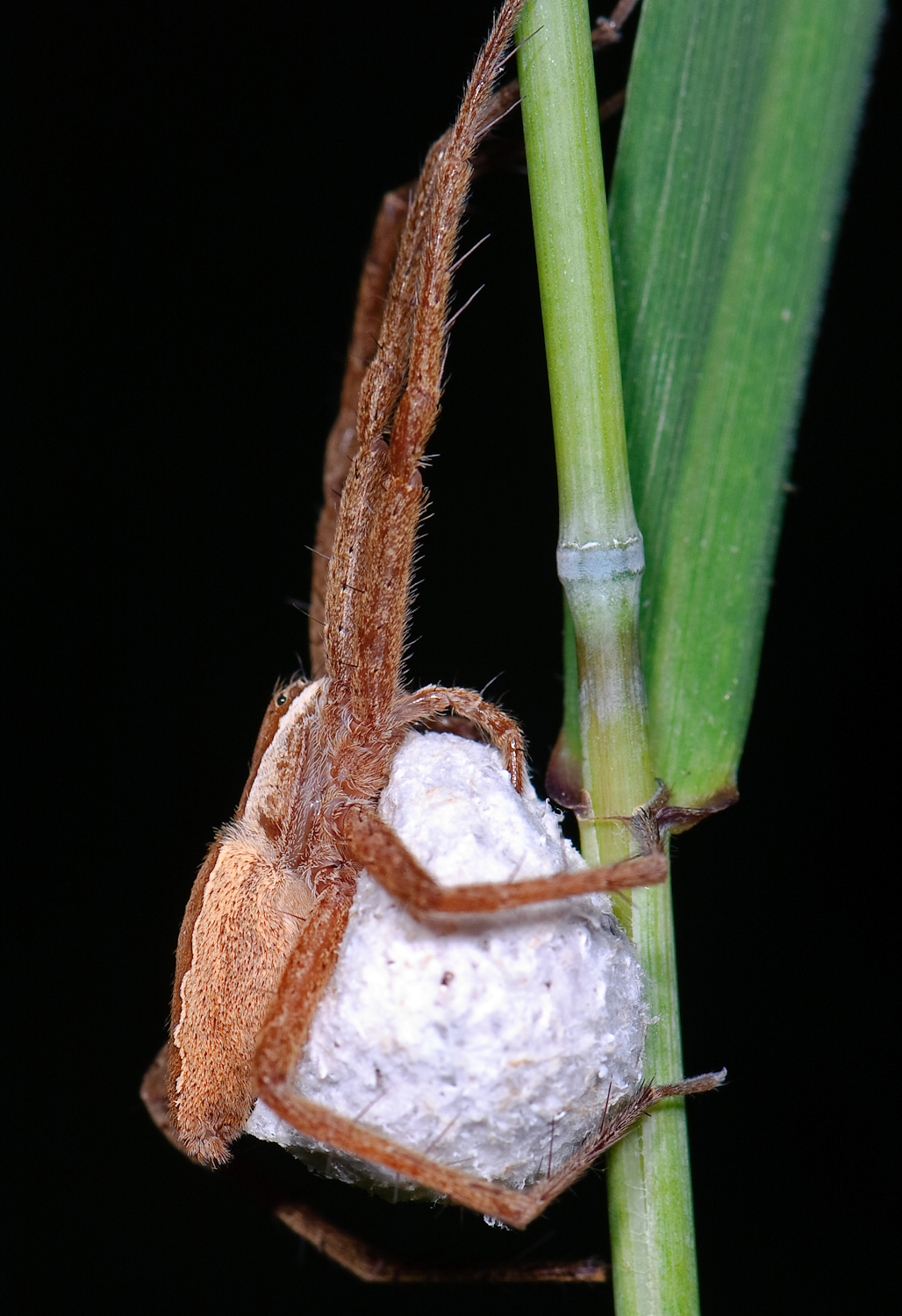
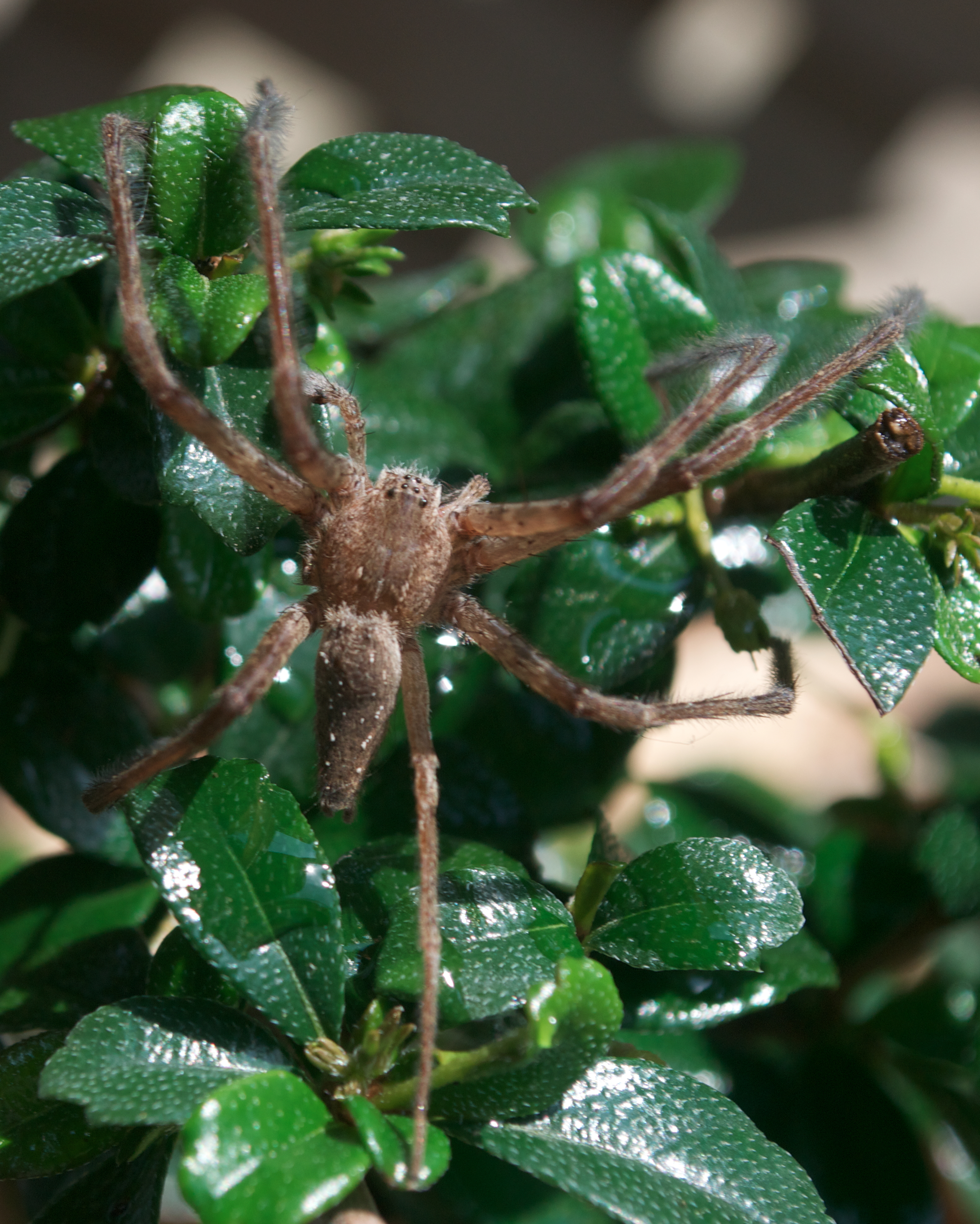